# Karin Michaëlis

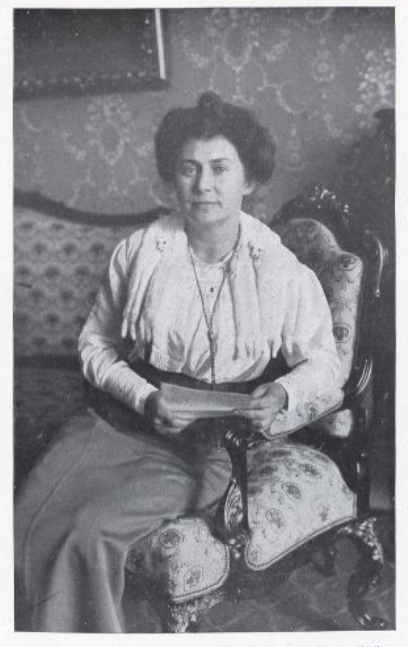
Karin Michaëlis (Abb. Berliner Leben, 1911)

Karin Michaëlis (* 20. März 1872 in Randers als Katharina Marie Bech-Brøndum; † 11. Januar 1950 in Kopenhagen) war eine dänische Journalistin und Schriftstellerin.

## Leben
Die Tochter des Telegraphenbeamten und bedeutenden Freimaurers Jacob Anthoniusen Brøndum schielte als Kind und wurde erfolgreich von dem Arzt Gad in Horsens operiert.
Im Jahre 1892 zog sie nach Kopenhagen, wo sie den Schriftsteller Sophus Michaëlis (1865–1932) kennenlernte und 1895 heiratete. Das Paar verdiente seinen Lebensunterhalt vorwiegend mit Theaterrezensionen. 1911 wurde die Ehe geschieden, und Michaëlis heiratete den amerikanischen Diplomaten Charles Emil Stangeland. Stangeland sah die literarische und politische Tätigkeit seiner Frau nicht gerne, die gerade zu dieser Zeit mit Ein gefährliches Alter ihren Durchbruch als Autorin erlebte. Man trennte sich 1917.
Auf ihrer ersten europäischen Lesereise lernte sie in Wien die Pädagogin Eugenie Schwarzwald kennen, daraus entwickelte sich eine lebenslange Freundschaft. Während des Ersten Weltkriegs war Michaëlis karitativ in Österreich tätig.

Sie begleitete 1919 in Wien Helene Weigel, eine Schülerin Schwarzwalds, zum Vorsprechen in der Wiener Volksbühne und sie schrieb darüber in der Vossischen Zeitung. Damit wurde ebenfalls eine Freundschaft geknüpft.

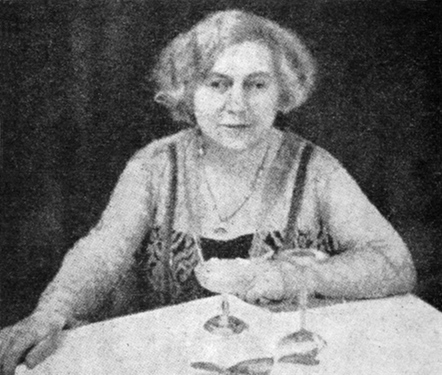
Karin Michaëlis, ca. 1931

Im Mai/Juni 1929 hielt sie sich im Sanatorium Dr. Kohnstamm in Königstein im Taunus auf. 1930, auf der Überfahrt aus New York nach Dänemark, lernte sie die Malerin Kirsten Kjær kennen und aufgrund ihrer Erfahrungen in Amerika veröffentlichte sie noch im gleichen Jahr den Roman Hjertets Vagabond (deutsch Vagabundin des Herzens, 1932).
Frühzeitig warnte Karin Michaëlis vor der von Mussolini und Hitler ausgehenden Gefahr. 1932 beteiligte sie sich am Antikriegskongress in Amsterdam. Ab 1933 nahm sie auf ihrem Anwesen auf Thurø deutsche Emigranten auf, darunter Bertolt Brecht, Helene Weigel, Rudolf Jacobi und Maria Lazar. 1940 emigrierte sie selbst nach Amerika und kehrte 1946 nach Dänemark zurück.

## Schaffen
Michaëlis schrieb 36 Romane für Erwachsene, 9 Kinderbücher, zwei Autobiographien und publizierte einige andere Texte und Buchsammlungen. 1910 veröffentlichte sie den Roman Das gefährliche Alter (Den farlige Alder). Das Buch erregte großes Aufsehen in ganz Europa, weil es tabuisierte Themen wie die sexuellen Wünsche einer Frau von 40 Jahren anschnitt. Der Roman wurde vielfach übersetzt und mehrfach verfilmt, darunter 1927 als Stummfilm unter demselben Titel mit Asta Nielsen.
Erfolgreich war Karin Michaëlis auch mit einer von 1928 bis 1938 verfassten Serie von Jugendbüchern über das Leben des kleinen Mädchens Bibi. Die eigenständige und selbstbestimmt handelnde Bibi, eine Vorläuferin von Pippi Langstrumpf, gewann das Herz vieler junger Leserinnen. Alle Bände wurden zuerst auf Deutsch veröffentlicht, im Berliner Herbert Stuffer Verlag, und jeweils ein Jahr später auf Dänisch. Im letzten erschienenen Jahresbericht des Dürerbundes wurden die von Hedvig Collin (1880–1964) ansprechend illustrierten Bibi-Bände „als die Krone aller neueren Kinderbücher“ bezeichnet, die „große Dichtung und Kindergeschichte zugleich“ seien. (Stuffer Verlagsprospekt, 1935)

## Werke (Auswahl)

### Romane
(die meisten übersetzt von Mathilde Mann)
- Rachel. Ein Ghetto-Roman.  Berlin 1910; Textarchiv – Internet Archive.
- Betty Rosa, Berlin 1908
- Däumelinchen, Berlin 1909
- Ehegatten, Berlin 1919
- Elsie Lindtner, Berlin 1911
- Geistig Arme, Berlin 1903
- Graf Sylvains Rache, München 1913
- Gyda, Leipzig 1905
- Die junge Frau Jonna, Leipzig [u. a.] 1908
- Das Kind, Berlin [u. a.] 1902
- Das Schicksal der Ulla Fangel, Berlin [u. a.] 1903
- Über allen Verstand, Berlin 1908
- Ein nächtlicher Skandal, Berlin 1892
- Das gefährliche Alter: Tagebuchaufzeichnungen und Briefe einer vierzigjährigen Frau. 1910
  - Neuausgabe: Suhrkamp, Frankfurt am Main 2005, ISBN 3-518-45710-1; Textarchiv – Internet Archive.
- Harfe des Eros, Berlin 1928
- Hjertets Vagabond, 1930; zweite Auflage 1985 (deutsch: Vagabundin des Herzens, Berlin 1932).

### Jugendbücher (mit Hedwig Collin)
- Erster Band: Bibi. Berlin: Herbert Stuffer, 1928 (dänisch: Bibi. Jespersen & Pios, København 1929).
- Zweiter Band: Bibis große Reise. Berlin: Herbert Stuffer, 1929 (dänisch: Bibis store Rejse. Jespersen & Pios, København 1930).
- Dritter Band: Bibi und Ole. Berlin: Herbert Stuffer, 1930 (dänisch: Bibi og Ole. Jespersen & Pios, København 1931).
- Vierter Band: Bibi und die Verschworenen. Berlin: Herbert Stuffer, 1931 (dänisch: Bibi og de Sammensvorne. Jespersen og Pios, København 1932).
- Fünfter Band: Bibi in Dänemark. Zürich: Rascher, 1935 (dänisch: Bibi paa Ferie. Jespersen & Pios, København 1935).
- Sechster Band: Bibi lernt Landwirtschaft. Zürich: Rascher, 1938 (dänisch in zwei Bänden: Bibi bliver Landmand. København: Jespersen & Pios, 1939. Bibi og Valborg. Jespersen & Pios, København 1939).

### Dokumentation, Tagebuch, Briefe und Reportagen
- Opfer. Kriegs- und Friedenswerke an der Donau. Wien 1917; Textarchiv – Internet Archive.
- Von Walzer bis Untergang : Reportagen aus Österreich ; herausgegeben von Anna Wegener ; übersetzt von Sven Hakon Rossel und Alexander Sitzmann, Wien : Praesens Verlag, 2023, ISBN 978-3-7069-1208-2

### Verfilmungen
- 1919 Die Okarina nach dem Roman Treu wie Gold. Regie: Uwe Jens Krafft
- 1927 Das gefährliche Alter. Regie: Eugen Illés
- 1927 Die heilige Lüge. Regie: Holger-Madsen

## Auszeichnungen
- 1927: Wissenschafts- und Kunstpreis Tagea Brandts Rejselegat
- 1932: das Ehrenzeichen für Verdienste um die Republik Österreich und den Orden des Weißen Löwen in der Tschechoslowakei.
- 1947: Literaturpreis Drachmannlegatet